# Miroslav Šuta
Miroslav Šuta (* 1969 Chomutov) je český lékař, expert v oblasti vlivu životního prostředí na zdraví a ekologický publicista.

## Život
Miroslav Šuta absolvoval studium všeobecného lékařství na Lékařské fakultě Univerzity Karlovy v Plzni.
Od roku 1990 působil postupně v několika nevládních ekologických organizacích. Do povědomí veřejnosti se dostal v letech 2000 až 2002, kdy byl koordinátorem kampaní Greenpeace ČR proti toxickým látkám, v rámci které se podařilo ukončit prodej hraček z PVC obsahujících ftaláty nebo zabezpečit a zahájit sanaci starých ekologických zátěží v podniku Spolana Neratovice. Od roku 2002 působí jako nezávislý odborný konzultant v oblasti ekologických a zdravotních rizik.
Jako zástupce nevládních ekologických organizací byl od roku 1997 členem Mezirezortní komise pro chemickou bezpečnost. Je členem Společnosti pro trvale udržitelný život (STUŽ) a několika pracovních skupin European Environmental Bureau (EEB). Je spoluzakladatelem Centra pro životní prostředí a zdraví.

## Publicistická činnost
Je autorem několika obsáhlejších publikací s ekologickou tematikou a stovek článků s tématy persistentních organických látek (POPs), účinků chemických látek a znečištění životního prostředí na lidské zdraví, informačních nástrojů ochrany životního prostředí (PRTR), regulace používání chemických látek (REACH) atd.
Své texty publikuje např. v časopisech Odpady, Respekt, Literární noviny, Sedmá generace, A2 nebo EKO – ekologie a společnost. Spolupracuje také s Českým rozhlasem a s Českou televizí, kde vystupoval např. v pořadech Nedej se!, Přidej se, Sama doma. Patří mezi VIP blogery týdeníku Respekt.
Od září 2016 připravuje společně s Vladimírem Šťovíčkem rubriku Zdraví v cajku, která se vysílá každé úterý na stanici Český rozhlas Plzeň. Na konci května 2022 byl odvysílán již 250. díl tohoto pořadu. 

## Publikace
- 1996 – Účinky výfukových plynů z automobilů na lidské zdraví (Český a Slovenský dopravní klub, ISBN 80-901339-4-0)[20]
- 1998 – Veřejné informační systémy o emisích z průmyslu u nás a ve světě, (s Filipem Malým), Děti Země a Plzeňská ekologická nadace
- 2004 – Proč Evropská unie a Česká republika potřebují novou chemickou politiku?, Demos[21]
- 2007 – Biotechnologie, životní prostředí a udržitelný rozvoj (Společnost pro trvale udržitelný život, ISBN 978-80-902635-1-2)
- 2008 – Účinky výfukových plynů z automobilů na lidské zdraví (druhé, přepracované a doplněné vydání, Děti Země, ISBN 80-86678-10-5)[22]
- 2008 – Chemické látky v životním prostředí a zdraví (Ekologický institut Veronica, Brno, ISBN 978-80-87308-00-4)[23]
- 2010 – Aby se ve městě dalo dýchat, (Ekologický institut Veronica, Brno, ISBN 978-80-87308-02-8)
- 2019 - Evropské zkušenosti s opatřeními v oblasti dopravy ke zlepšení kvality ovzduší, ISBN 978-80-87417-14-0